# Midgård (nordisk mytologi)
 For alternative betydninger, se Midgård. (Se også artikler, som begynder med Midgård)
Midgård er i nordisk mytologi menneskenes verden. Her satte guderne menneskene så de kunne dyrke jorden og blive talrige. Men menneskene kom ud af kontrol og nu blander guderne sig ikke i deres gerninger. Midgård ligger, som navnet siger, i midten.
Over Midgård ligger Asgård som er gudernes (asernes) verden. Mod øst ligger Jotunheim som er jætternes hjem. I syd ligger Muspelheim, Ildjætternes land, som bliver styret af Surt. Mod nord ligger Niflheim, som er Isjætternes rige. Endelig mod vest ligger Vanaheim, den anden guderaces (Vanerne) hjem. 